# Schmidt József (nyelvész)
Schmidt József (Vác, 1868. december 24. – Budapest, Józsefváros, 1933. október 1.) indogermanista, nyelvész, egyetemi tanár, a Magyar Tudományos Akadémia levelező tagja (1911).

## Életpályája
Schmidt József és Cserni Terézia fiaként született. 1899-ben szerzett tanári oklevelet Budapesten latinból és görögből, ugyanakkor állami főgimnáziumi tanár volt. 1908-ban egyetemi magántanár, 1910-től a budapesti egyetemen az indogermán összehasonlító nyelvészet nyilvános rendkívüli, 1914-től nyilvános rendes tanára. A Tanácsköztársaság idején tanúsított magatartása miatt lemondásra kényszerült. 1924-ben nyugdíjba vonult. Számos indogermanisztikával foglalkozó cikke jelent meg. Jelentősek fordításai is. Latin-magyar és magyar-latin szótárt szerkesztett. Felesége Tenczlinger Irma volt.

## Főbb művei

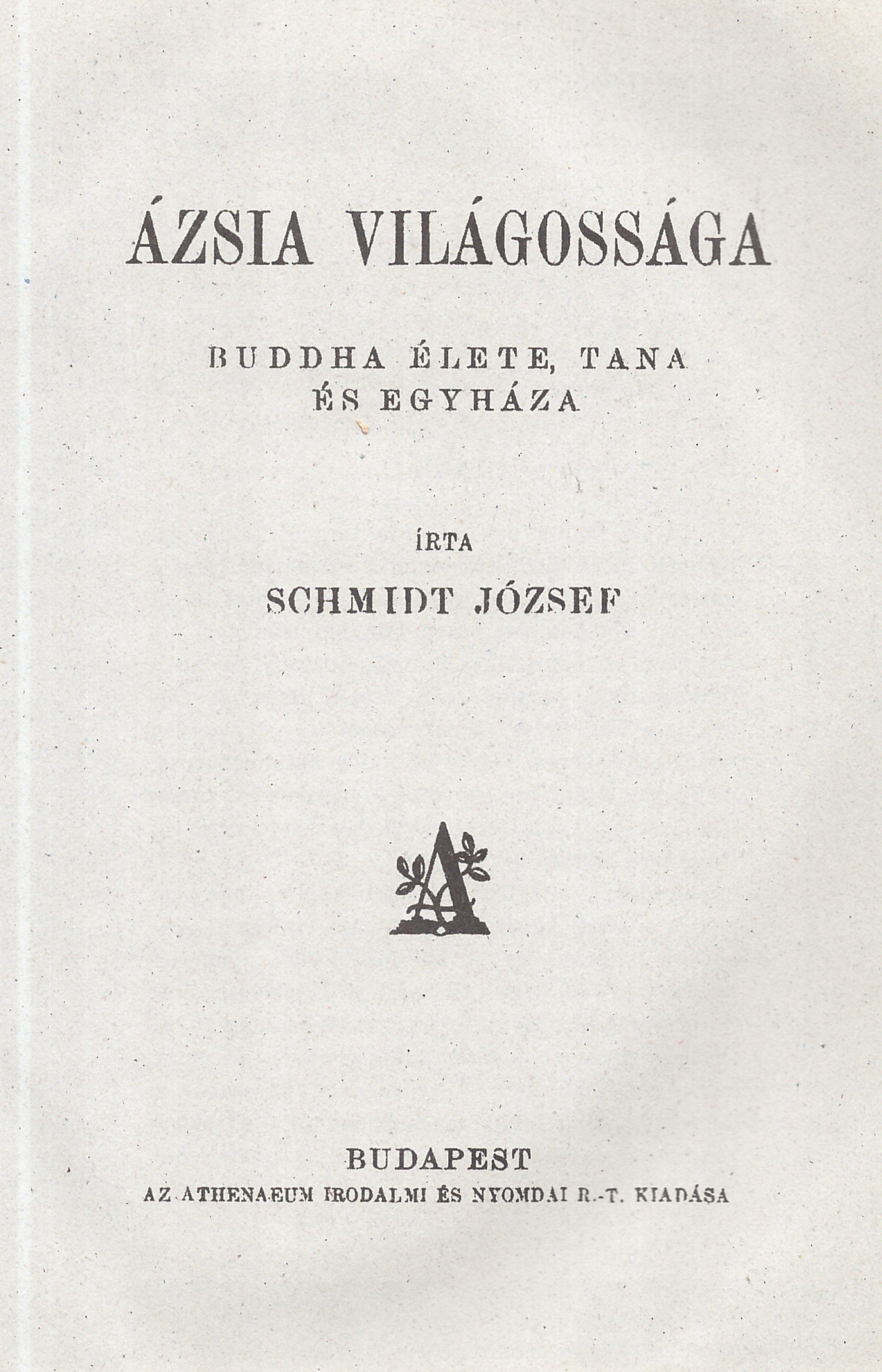
Ázsia világossága. Buddha élete, tana és egyháza (1920)

- Cicerone a régi és új Egyptomon át. Irta Ebers György. ford. Olvasó- és kézikönyv a Nilus-vidék barátai számára. Nagy-Becskerek, 1893. Két kötet. (Történeti, Nép- és Földrajzi Könyvtár 61., 62.)
- Biblia és az ujabb fölfedezések Palaestinában, Egyptomban és Assziriában. Irta Vigoroux F., a IV. kiadás után ford. Nagybecskerek, 1894. 124 tervezettel, térképpel és illusztráczióval az emlékek után. Négy kötet. (Történeti, Nép- és Földrajzi Könyvtár 67-70.)
- Latin-magyar Zsebszótár. A középiskolák számára. I. Latin-magyar rész. Budapest, 1901. II. Magyar-latin rész. Uo. 1902
- Latin tulajdonnevek tára. Kiegészítésül: Latin-magyar zsebszótárához. Budapest, 1902
- Nasalis infixum névszókban (Bp., 1904)
- Az itáliai nyelvcsalád helyzete az indogermán nyelvek körében (Bp., 1907)
- Kísérlet az indogermán gutturális probléma megoldására (Bp., 1912)
- Az indogermán flexio genesisének problémája (Nyelvtudomány, III – IV.)
- Buddha élete, tana és egyháza (Bp., 1920) (Élet és Tudomány)
- Az ó-ind epika (Bp., 1921)
- A szanszkrit irodalom története (Bp., 1923)
- Az ind filozófia (Bp., 1923); elektronikus elérhetőség
- Nyelv és nyelvek (Bp., 1923) (Élet és Tudomány) Tinta Könyvkiadó, Schmidt József: A nyelv és a nyelvek, Bevezetés a nyelvtudományba, reprint kiadás
- Pancsatantra (Bp., 1924) elektronikus elérhetőség